# کوشماناکوو
کوشماناکوو (انگلیسی: Kushmanakovo) یک شهرک در شهرستان بورایفسکی باشقیرستان کشور روسیه است.